# Rodheim (Hungen)
Rodheim is een plaats in de Duitse gemeente Hungen, deelstaat Hessen, en telt 445 inwoners (2007).